# GPRS核心网
GPRS核心网（英語：GPRS Core Network）是GPRS（通用分组无线业务）的中心部件，它允许2G、3G以及WCDMA移动网络将IP数据包传送至外部网络，例如因特网。GPRS系统是集成于GSM网络交换子系统的一部分。

## 一般支撑功能
GPRS核心网提供在GSM和WCDMA网络中的移动性管理、会话管理，以及IP数据包的传输业务。该核心网同时支持包括计费和合法监听等其他附加功能。GPRS核心网曾一度被建议要在美国的D-AMPS TDMA系统中支持分组无线业务，但事实上，所有这些网络都已经被替换为GSM，因此该选项已经不重要了。
PRS模块是一个开放标准驱动的系统。它的标准化主体是3GPP

## GPRS隧道协议（GTP）
GPRS隧道协议（GPRS Tunnelling Protocol，简称GTP）是GPRS核心网目前定义的基于IP的协议。大体上说，这个协议允许GSM或WCDMA网络的最终用户可以随处移动，而同时持续地连接到因特网，如同只是从GGSN的同一个位置进行的。
它通过承载从当前正在为签约用户（subscriber）提供服务的SGSN到当前正在处理该签约用户的会话的GGSN的签约用户数据来实现。GPRS核心网使用三种形式的GTP。
GTP-U用于在多个独立的隧道中为每个PDP上下文（Packet Data Protocol context）传输用户数据。
GTP-C用于控制目的，包括：
- PDP上下文的建立和删除
- GSN可及性（reachability）的验证
- 更新；例如，当一个签约用户从一个SGSN移动到另一个的时候

GTP'用于从各个GSN向计费功能（charging function）传输计费数据。
GGSN和SGSN（合称“GSNs”）在UDP端口2123上监听GTP-C消息，而在端口2152上监听GTP-U消息。这个通信直接在一个单独的网络中进行，或者在漫游的情况下，通过一个GRX（GPRS漫游交换，英文：GPRS Roaming Exchange）进行。
计费网关功能（Charging Gateway Function）在TCP或UDP端口3386上监听发送自各个GSN的GTP'消息。核心网向CGF发送的计费信息，通常包含PDP上下文激活次数和最终用户所传输的数据的使用量和QoS等信息。然而，GTP'通信仅发生在同一个运营商网络内部，可能不完全与标准相符，根据供应商和配置选项的不同，可能使用私有的编码甚至完全私有的系统。
GTP版本0支持在同一个消息头下面同时包含信令（signalling）和用户数据（user data）。它可以在已注册的3386端口上同时和UDP或TCP一起使用。GTP版本1仅在UDP上使用。控制平面协议（Control Plane Protocol）GTP-C（Control）使用已注册的2123端口，而用户平面协议（User Plane Protocol）GTP-U（User）使用已注册的2152端口。

## GPRS支撑节点（GSN）
一个GSN是一个网络节点，它支持在GSM核心网中对GPRS的使用。所有的GSN都应当拥有一个Gn/Gp接口，并支持GPRS隧道协议。GSN有两个关键的变种，即网关（gateway）和业务（service）GPRS支撑节点。

### 网关GPRS支撑节点（GGSN）
网关GPRS支撑节点（Gateway GPRS Support Node，简称GGSN）是GPRS网络的一个主要组件。GGSN负责GPRS网络和IP网络或X.25网络等外部包交换网络之间的互联。
从外部网络的角度来看，GGSN是一个到某个“子网”（sub-network）的路由器（router）。GGSN作为GPRS隧道的终点，对外部网络“隐藏”了整个3GPP的核心网结构。当GGSN收到一个目的地址为某个特定用户的数据（下行数据）后，它检查该用户是否仍处活跃状态（active）。如果是的，则GGSN将该数据转发到当前正在为该移动用户提供服务的SGSN；如果该移动用户不处于活跃状态，则该数据被丢弃。而针对从用户设备发出的上行数据，GGSN将其路由到正确的网络。
GGSN是一个锚点（anchor point），它使得在GPRS/UMTS网络中的用户终端具有可移动性（mobility）。在GPRS中，它扮演与移动IP中的归属代理（home agent）相同的角色。它维持与当前正在为一个特定MS（移动台，英文：Mobile Station）提供服务的SGSN之间进行协议数据单元（Protocol Data Units，简称PDU）隧道连接所必须的路由。
GGSN将来自SGSN的GPRS数据包转换成合适的包数据协议（Packet Data Protocol，简称PDP）格式（例如，IP或X.25），在相应的包数据网络中将它们发送出去。在另一个方向上，传入的数据包的PDP地址被转换为目标用户的GSM地址。被更改地址后的数据包被发送给相应负责的SGSN。为了这个目的，GGSN会在它的本地寄存器中存储用户当前的SGSN地址以及他/她的用户概要。GGSN要负责IP地址的分配，并且是已连接的用户设备（User Equipment，简称：UE）的默认路由器。GGSN还履行鉴权（authentication）和计费（charging）的功能。
其它功能还包括签约用户屏蔽（Subscriber Screening）、IP池管理，以及地址映射、QoS和PDP上下文执行。
在LTE场景中，GGSN功能被移到SAE网关（而SGSN功能则工作在MME中）。

### 业务GPRS支撑节点（SGSN）
一个业务支撑节点（Serving GPRS Support Node）负责在它的地理位置服务区域内从移动台接收或向其发送数据包。它的任务包括数据包路由和传输、可移动性管理（mobility management，附着/分离和位置管理）、逻辑链路管理（logical link management）以及鉴权和计费功能。的位置寄存器存储所有在它上面注册的用户的位置信息（例如，当前蜂窝、当前VLR）和用户概要（例如IMSI、包数据网络中所使用的地址）。

#### SGSN公共功能
- 将来自GGSN的GTP包（下行）去隧道化
- 将去往GGSN的网际协议包（上行）隧道化
- 当待机（Standby）模式的移动电话从一个路由区域移动到另一个路由区域时，实现可移动性管理（mobility management）
- 对用户数据进行计费

#### SGSN在GSM/EDGE中的特有功能
EDGE（Enhanced Data Rates for GSM Evolution）所指定的SGSN功能和特征包括：
- 每签约用户大约60 （对于来说约150 ）的最大数据速率
- 使用Gb协议栈，通过帧中继或网际协议连接到数据包控制单元（Packet Control Unit）
- 接受上行数据来形成网际协议数据包
- 加密下行数据，解密上行数据
- 为处于已连接（connected）模式的移动电话，实现蜂窝级的可移动性管理

#### SGSN在WCDMA中的特有功能
- 承载最高约42 的下行流量和5.8的上行流量（HSPA+）
- 隧道化/去隧道化面向无线网络控制器（RNC）的上行/下行数据包
- 为处于“已连接”模式的移动电话实现RNC级（level of an RNC）的可移动性管理

## 接入点
一个“接入点”是：
- 一个移动机可以连接到的一个IP网络
- 用于该连接的一系列设置
- 一个移动电话中的在一系列设置中的一个特定选项

当一个GPRS移动电话建立了一个PDP上下文，则接入点被选择。此时，一个接入点名称（Access Point Name，简称APN）被确定。
举例：aricenttechnologies.mnc012.mcc345.gprs
举例：Internet
举例：mywap
举例：hcl.cisco.ggsn
这个接入点随后被在一个DNS查询中使用，这个查询是针对一个私有DNS网络的。这个处理过程（称为APN解析）最终给出应当为该接入点提供服务的GGSN的IP地址。此时，可以激活一个PDP上下文。

## PDP上下文
包数据协议（Packet Data Protocol，简称PDP，例如：IP、X.25、帧中继）上下文（context）是一个数据结构，在SGSN和GGSN上都会出现。当签约用户拥有一个活跃的会话时，它会包含该签约用户的会话訊息。当一个移动电话想要使用GPRS的时候，它必须首先附着（attach）并随后激活一个PDP上下文。这会在签约用户当前正在拜访的SGSN中，以及正在为该签约用户的接入点提供服务的GGSN中分配一个PDP上下文数据结构。该数据记录包括：
- （用户可见）签约用户的IP地址
- （用户可见）签约用户的IMSI
- （仅在核心网可见）签约用户的
  - 在GGSN上的隧道端点ID（TEID）
  - 在SGSN上的隧道端点ID (TEID)

隧道端点ID是一个由GSN分配的号码，它标识关联到一个特定的PDP上下文的已隧道化的数据（tunnelled data）。
若干个PDP上下文可能使用相同的IP地址。次级PDP上下文激活（Secondary PDP Context Activation）过程可能被用于在重用来自一个已经激活但具有不同的QoS概要的PDP上下文的PDP地址或其它PDP上下文信息时，激活一个PDP上下文。注意，该过程被称为“次级”，不会导致与它们所重用的PDP地址没有这种关系的PDP上下文产生。
总共有11个PDP上下文（以任何主次组合）可以共同存在。网络服务接入点标识符（Network Service Access Point Identifier，简称NSAPI）被用于区分不同的PDP上下文。